# Sporting Clube de Portugal 2005-2006
Questa voce raccoglie le informazioni riguardanti lo Sporting Clube de Portugal nelle competizioni ufficiali della stagione 2005-2006.

## Rosa
| N. |                       | Ruolo | Calciatore       |
| -- | --------------------- | ----- | ---------------- |
| 1  | Portogallo (bandiera) | P     | Nélson Pereira   |
| 2  | Brasile (bandiera)    | C     | Rogério          |
| 3  | Portogallo (bandiera) | D     | José Semedo      |
| 4  | Brasile (bandiera)    | D     | Ânderson Polga   |
| 5  | Portogallo (bandiera) | C     | Carlos Martins   |
| 6  | Portogallo (bandiera) | D     | Hugo             |
| 8  | Portogallo (bandiera) | C     | Luís Loureiro    |
| 9  | Brasile (bandiera)    | A     | Elpídio Silva    |
| 10 | Portogallo (bandiera) | A     | Ricardo Sá Pinto |
| 11 | Cile (bandiera)       | C     | Rodrigo Tello    |
| 12 | Portogallo (bandiera) | D     | Marco Caneira    |
| 13 | Portogallo (bandiera) | D     | Tonel            |
| 14 | Spagna (bandiera)     | A     | Koke             |
| 15 | Portogallo (bandiera) | D     | Miguel Garcia    |
| 16 | Portogallo (bandiera) | P     | Tiago Ferreira   |
| 17 | Camerun (bandiera)    | A     | Roudolphe Douala |
| 18 | Portogallo (bandiera) | A     | Nani             |
| 20 | Portogallo (bandiera) | A     | Silvestre Varela |

| N. |                       | Ruolo | Calciatore        |
| -- | --------------------- | ----- | ----------------- |
| 21 | Mozambico (bandiera)  | D     | Paíto             |
| 22 | Portogallo (bandiera) | D     | Roberto Severo    |
| 23 | Brasile (bandiera)    | A     | Deivid            |
| 26 | Brasile (bandiera)    | C     | Fábio Rochemback  |
| 27 | Portogallo (bandiera) | C     | Custódio          |
| 28 | Portogallo (bandiera) | C     | João Moutinho     |
| 30 | Argentina (bandiera)  | C     | Leandro Romagnoli |
| 31 | Brasile (bandiera)    | A     | Liédson           |
| 33 | Brasile (bandiera)    | D     | Edson Canhão      |
| 34 | Portogallo (bandiera) | C     | João Alves        |
| 41 | Portogallo (bandiera) | C     | Tomané            |
| 42 | Portogallo (bandiera) | C     | David Caiado      |
| 47 | Portogallo (bandiera) | C     | Bruno Pereirinha  |
| 51 | Brasile (bandiera)    | A     | Wender            |
| 55 | Brasile (bandiera)    | D     | André Marques     |
| 59 | Portogallo (bandiera) | C     | Zezinando         |
| 76 | Portogallo (bandiera) | P     | Ricardo Pereira   |
| 78 | Portogallo (bandiera) | D     | Abel Ferreira     |
| 87 | Cile (bandiera)       | A     | Mauricio Pinilla  |